# Tarot (canción)
«Tarot» es una canción de los cantantes puertorriqueños Bad Bunny y Jhay Cortez del quinto álbum de estudio del primero, Un verano sin ti (2022), en el que aparece como la séptimo pista. Fue lanzado el 6 de mayo de 2022 por Rimas Entertainment junto con el resto del álbum. La canción fue escrita por los intérpretes mientras que de su producción estuvo a cargo de Tainy, La Paciencia, Albert Hype y Jota Rosa. Esta es la cuarta vez que Bad Bunny y Jhayco colaboran, luego de las versiones remix de «No me conoce» y «Cómo se siente», y la canción «Dákiti». El título de la canción hace referencia a la baraja de naipes del mismo nombre.

## Recepción de la crítica
«Tarot» fue catalogada por Billboard como la séptima y menos mejor canción de colaboración de Un verano si ti. La revista lo llamó «una pista contagiosa de EDM sobre una chica que es el centro de atención. Si bien nos hubiera gustado mucho escuchar a los creadores de éxitos explorar nuevos sonidos en la colaboración de este álbum, ¿por qué desviarse de algo que les ha funcionado en el pasado, verdad?».

## Desempeño comercial
«Tarot», junto con las otras 22 pistas de Un Verano Sin Ti, figuraron en el Billboard Hot 100, alcanzando el puesto 18. También tuvo un buen desempeño en el Billboard Global 200, ubicándose en el número 9, y en la lista Hot Latin Songs de EE. UU., donde alcanzó el puesto número 7.

## Visualizador de audio
Un visualizador de audio de 360° para la canción se subió a YouTube el 6 de mayo de 2022, junto con los otros videos del visualizador de audio de las canciones que aparecieron en Un verano sin ti.

## Posicionamiento en listas
| Lista (2022)                       | Mejor posición |
| ---------------------------------- | -------------- |
| Argentina (Argentina Hot 100)      | 41             |
| Bolivia (Billboard)                | 7              |
| Chile (Billboard)                  | 7              |
| Colombia (Billboard)               | 7              |
| Ecuador (Billboard)                | 8              |
| Global 200 (Billboard)             | 9              |
| México (Billboard)                 | 7              |
| México Streaming (AMPROFON)        | 9              |
| Perú (Billboard)                   | 9              |
| Portugal (AFP)                     | 120            |
| España (Top 100 Canciones)         | 2              |
| Estados Unidos (Billboard Hot 100) | 18             |
| Estados Unidos (Hot Latin Songs)   | 7              |

| Lista (2022)                        | Posición |
| ----------------------------------- | -------- |
| Global 200 (Billboard)              | 71       |
| España (PROMUSICAE)                 | 15       |
| EE. UU. Hot Latin Songs (Billboard) | 11       |
| EE. UU. Streaming Songs (Billboard) | 65       |

## Certificaciones
| Región              | Certificación | Unidades/ventas certificada |
| ------------------- | ------------- | --------------------------- |
| España (PROMUSICAE) | 4 × platino   | 240,000                     |